# Eriochloa nana
Eriochloa nana är en gräsart som beskrevs av Arriaga. Eriochloa nana ingår i släktet Eriochloa och familjen gräs. Inga underarter finns listade i Catalogue of Life.